# Епархиальный совет
Епархиальный совет — в Русской православной церкви орган управления епархией, председателем которого является епархиальный архиерей.
Образуется по благословению епархиального архиерея и состоит не менее чем из 4 лиц в пресвитерском сане, половина из которых назначается архиереем, а остальные избираются Епархиальным собранием на 3 года.
Епархиальный совет заседает регулярно, не реже одного раза в полгода.
Кворум Епархиального совета составляет большинство его членов.
Епархиальный совет работает на основании повестки дня, представляемой председателем.
Председатель руководит заседанием в соответствии с принятым регламентом.
Архиерей назначает секретаря Епархиального совета из числа его членов. Секретарь ответственен за подготовку необходимых для совета материалов и составление журналов заседаний.
Если при разборе дела возникают разногласия, то дело решается большинством голосов; при равенстве голосов перевес имеет голос председателя.
Журналы заседаний Епархиального совета подписываются всеми его членами.

## Деятельность
Епархиальный совет в соответствии с указаниями епархиального архиерея:
- выполняет решения Епархиального собрания, относящиеся к ведению совета, отчитывается перед ним о проделанной работе;
- устанавливает процедуру избрания членов Епархиального собрания;
- подготавливает заседания Епархиального собрания, включая предложения по повестке дня;
- представляет Епархиальному собранию свои годовые отчеты;
- рассматривает вопросы, связанные с открытием приходов, благочиний, монастырей, объектов производственно-хозяйственной деятельности, органов управления и иных подразделений епархии;
- заботится об изыскании средств на удовлетворение материальных нужд епархии, а при необходимости и приходов;
- определяет границы благочиний и приходов;
- рассматривает отчеты благочинных и принимает по ним соответствующие решения;
- наблюдает за деятельностью Приходских советов;
- рассматривает планы на строительство, капитальный ремонт и реставрацию храмов;
- ведет учет и принимает меры для сохранности имущества Русской Православной Церкви: храмов, молитвенных домов, часовен, монастырей, Духовных учебных заведений и других подразделений епархии, а также имущества епархии;
- в пределах своей компетенции решает вопросы, связанные с владением, пользованием и распоряжением имуществом приходов, монастырей и иных канонических подразделений епархии; недвижимое имущество канонических подразделений, входящих в епархию, а именно здания, сооружения, земельные участки могут отчуждаться только на основании решения Епархиального совета;
- осуществляет ревизию епархиальных учреждений;
- заботится об обеспечении заштатного духовенства и церковных работников;
- обсуждает приготовительные мероприятия к юбилеям, общеепархиальным празднованиям и иным важным событиям;
- решает любые другие дела, которое епархиальный архиерей направляет в Епархиальный совет для их решения или для изучения с целью представления ему необходимых рекомендаций;
- рассматривает вопросы богослужебной практики и церковной дисциплины.